# 小行星8204
小行星8204（英語：8204 Takabatake）是一颗围绕太阳公转的小行星。1994年4月8日，圓舘金、渡邊和郎在北见发现了此天体。
这颗小行星的绝对星等为86.44928等。